# Noseolucanus denticulus
Noseolucanus denticulus là một loài bọ cánh cứng trong họ Lucanidae. Loài này được Boucher mô tả khoa học năm 1995.